# Ježov (Vysočina)
Ježov é uma comuna checa localizada na região de Vysočina, distrito de Pelhřimov.